# Ișalnița
Ișalnița là một xã thuộc hạt Dolj, România. Dân số thời điểm năm 2002 là 4002 người.